# اوبرکایل
اوبرکایل (به آلمانی: Oberkail) یک شهر در آلمان است که در بیتبورگ-پروم واقع شده‌است.